# Lánc (csomóelmélet)

A Borromeo-gyűrűk, egy három triviális csomóból álló lánc.

A csomóelméletben a lánc egymást nem metsző, de esetleg összekapcsolt csomók együttese, A csomó tekinthető egytagú láncnak. A láncokat és csomókat a csomóelmélet tanulmányozza. A definícióban implicit egy triviális referencialánc.

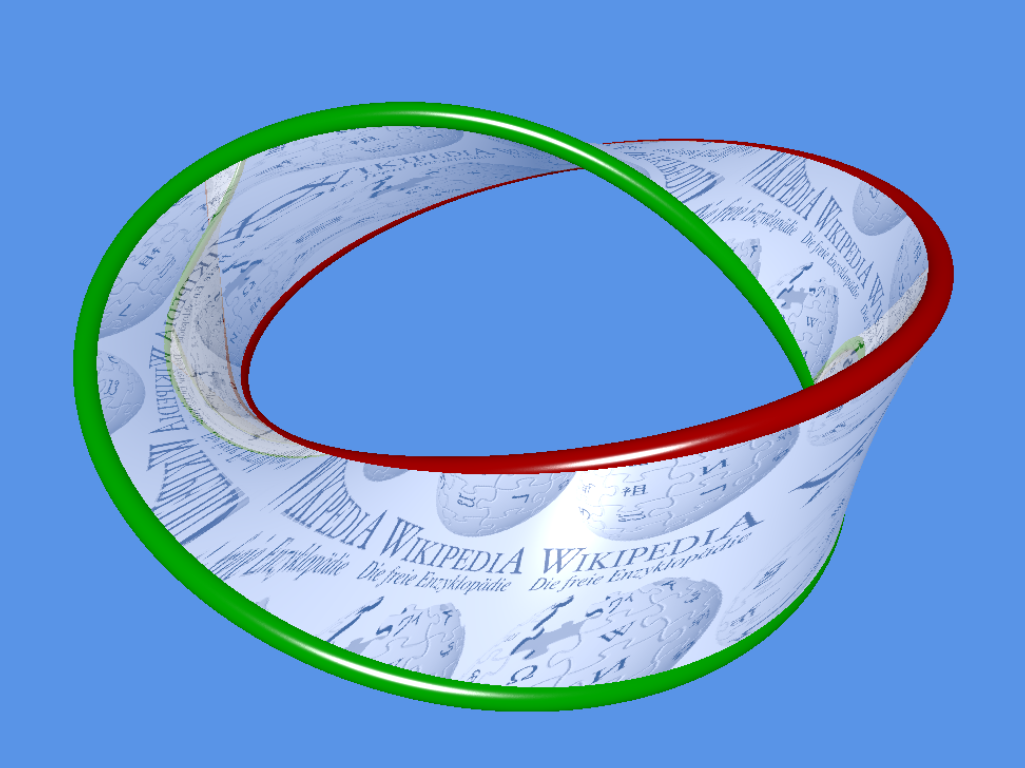
Csavart körgyűrűvel meghatározott Hopf-lánc.

Például egy 2 kodimenziós gyűrű a 3 dimenziós térben a 3 dimenziós euklideszi tér (vagy a 3-gömb) olyan része, melynek összefüggő részei a körökkel homeomorfak.
A legegyszerűbb nem triviális 1-nél több tagú lánc a 2, egymással egyszer összekapcsolt triviális csomó alkotta Hopf-lánc. A Borromeo-gyűrűk körei összekapcsoltak, bár semelyik két tag nem alkot láncot. Így a Borromeo-gyűrűk Brun-láncot alkotnak, és közülük a legegyszerűbb.

Körrel összekapcsolt lóherecsomó

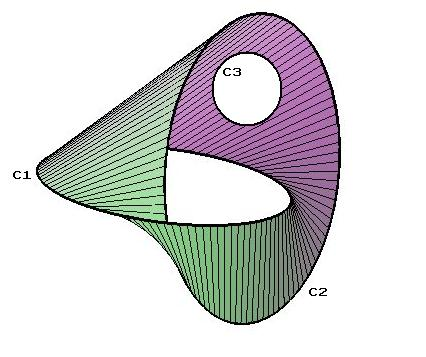
A Hopf- és a triviális lánc kobordáns.

(2,8) tóruszlánc

## Általánosítás
A láncfogalom többféleképp általánosítható.

### Általános sokaságok
A lánc fogalmát gyakran használják az {\displaystyle S^{n}} gömb véges számú {\displaystyle S^{m}} gömb diszjunkt uniójával diffeomorf részsokaságára.
Általános értelemben a lánc azonos a csomóval ama kontextusban, hogy adott egy N sokaság M triviálisan beágyazott részsokasága és utóbbi egy nem triviális (a triviálissal nem izotóp) beágyazása N-be. Ha M nem összefüggő, a báegyazás lánc, ha igen, csomó.

### Csavarsorok, fonalláncok és fonatok
Míg az 1 dimenziós láncokat körök beágyazásaként határozzák meg, gyakran fontos, és különösen technikailag hasznos beágyazott intervallumokról beszélni, mint a fonatelméletben.
Általában egy csavarsor olyan {\displaystyle (x,\partial X)} határú sima, kompakt 1-sokaság
{\displaystyle T\colon X\to \mathbf {R} ^{2}\times I}
beágyazásának tekinthető a sík és az {\displaystyle I=[0,1]} intervallum szorzatába, hogy a {\displaystyle T(\partial X)} határ {\displaystyle \mathbf {R} \times \partial I} része, ahol {\displaystyle \partial I=\{0,1\}}.
A csavarsor típusa az X sokaság és {\displaystyle \partial X} rögzített beágyazása.
Pontosan megfogalmazva a határral rendelkező kompakt 1-sokaság az {\displaystyle I=[0,1]} intervallum vagy az {\displaystyle S^{1}} kör (a kompaktság kizárja a {\displaystyle ]0,1[} nyílt és a {\displaystyle [0,1[,]0,1} nyílt intervallumokat, melyek nem adnak nem triviális beágyazást, mivel a nyílt vég miatt egy pontba zsugoríthatók), így a nem feltélenül összefüggő kompakt 1-sokaság {\displaystyle n\ I=[0,1]} és {\displaystyle m\ S^{1}} kör összessége. A feltétel, hogy X határa {\displaystyle \mathbf {R} \times \{0,1\}}-en belül van, azt jelenti, hogy az intervallumok vagy 2 vonalat, vagy azok egy-egy pontját kötik össze, de nem ad meg feltételt a körökre. A csavarsorok tekinthetők függőlegesnek, melyek két vonal {\displaystyle (\mathbf {R} \times 0,\mathbf {R} \times 1)} között lehetnek, és össze is kapcsolhatják azokat, és 2 dimenziós koordináta-rendszerben vízszintes irányt vehetnek fel ({\displaystyle \mathbf {R} ^{2}}) a két vonal közt. Ezek a csomódiagramhoz hasonló csavarsordiagramra képezhetők le.
A csavarsorok közé tartoznak a láncok (ahol X csak körökből áll), a fonatok és átmeneti sokaságok, például egy, a két vonalat összekötő vonal körülötte egy körrel.
Így tehát a fonat mindig lefelé haladó csavarsor, melynek deriváltjának függőleges (I) része sose nulla. A fonatok csak intervallumokból állnak, és nem térhetnek vissza önmagukba, azonban a két végpont helyzete a vonalakon nincs megkötve.
A fonallánc olyan csak intervallumokból álló csavarsor, melyek két végpontja {\displaystyle \mathbb {Z} \times \{0,1\}} eleme, és abban a sorrendben érnek véget, amelyben kezdődtek. Ha ez {\displaystyle n} elemből áll, ez az {\displaystyle n} elemű fonallánc. A fonalláncnak nem kell fonatnak lennie – visszatérhet önmagába. Az olyan fonat, mely egyben fonallánc is, tiszta fonat, és e fogalomnak felel meg.
A csavarsorok és fonalláncok közös jellemzője az algebrai szerkezet. A csavarsorok izotópiaosztályai tenzorkategóriát alkotnak, ahol a kategóriaszerkezethez két csavarsor alkotható egymásra helyezéssel, ha az egyik alsó vége a másik felső vége (így a határvonalak összevonhatók) – nincs valódi kategória, mert nincs egységelem, mivel még a triviális csavarsor is függőleges teret foglal, de izotópia erejéig igen. A tenzorszerkezetet a csavarsorok elhelyezése – az egyik csavarsor másiktól jobbra való elhelyezése – adja meg.
Az adott elemszámú fonalláncok monoidot alkotnak (minden fonallánc képezhető, és van egységelem), de nem alkotnak csoportot, mert a fonalláncok izotópiaosztályainak nem szükségképp van inverzük. Azonban a fonalláncok konkordancia- és így homotópiaosztályai is rendelkeznek inverzzel, ahol az inverzt a fonallánc megfordítása adja, így csoportot alkotnak.
Minden lánc elvágható fonalláncot alkotva, de ez nem egyedi, és egyes láncinvariánsok tekinthetők fonallánc-invariánsnak is – ilyenek például a Milnor-invariánsok.

## Fordítás
Ez a szócikk részben vagy egészben  a   Link (knot theory) című angol Wikipédia-szócikk ezen változatának fordításán alapul.  Az eredeti cikk szerkesztőit annak laptörténete sorolja fel. Ez a jelzés csupán a megfogalmazás eredetét és a szerzői jogokat jelzi, nem szolgál a cikkben szereplő információk forrásmegjelöléseként.